# Championnat d'Europe masculin de rink hockey 1959
Navigation
Championnat d'Europe masculin 1957 Championnat d'Europe masculin 1961
Le championnat d'Europe de rink hockey masculin 1959 se déroule du 13 au 23 mai 1959 à Genève. La compétition est remportée par l'équipe du Portugal, qui devient ainsi championne d'Europe 1959. Un total de 29 matchs est joué pour 183 buts marqués, soit 6,3 buts par match.

## Participants
Dix équipes prennent part à la compétition :
- Allemagne
- Angleterre
- Belgique
- Espagne
- France
- Italie
- Norvège
- Pays-Bas
- Portugal
- Suisse

## Format
Le tournoi est divisé en deux phases distinctes, une phase de poule et une phase finale. Dans la première phase, les dix équipes participantes sont réparties dans deux groupes de cinq équipes chacun. Dans chaque groupe, toutes les équipes se rencontrent une fois, afin d'établir un classement du groupe. Une victoire rapporte dans cette phase deux points, un nul et une défaite respectivement 1 et 0 point.
Les deux premières équipes de chaque poule sont qualifiées pour la phase finale. Lors de cette phase, toutes les équipes se rencontrent une fois, afin d'établir le classement final. Les équipes non qualifiées pour cette phase disputent un dernier match contre l’équipe de l’autre poule qui a fini au même rang.

## Résultats

### Phase de groupe

#### Groupe A
| Rang | Équipe     | Pts | J | G | N | P | Bp | Bc | Diff |  | Résultats  |  |     |     |      |     |
| ---- | ---------- | --- | - | - | - | - | -- | -- | ---- |  | ---------- |  | --- | --- | ---- | --- |
| 1    | Portugal   | 8   | 4 | 4 | 0 | 0 | 26 | 2  | +24  |  | Portugal   |  | 7-1 | 4-0 | 11-1 | 4-0 |
| 2    | Angleterre | 4   | 4 | 2 | 0 | 2 | 12 | 13 | -1   |  | Angleterre |  |     | 3-0 | 4-5  | 4-1 |
| 3    | Pays-Bas   | 4   | 4 | 2 | 0 | 2 | 10 | 15 | -5   |  | Pays-Bas   |  |     |     | 6-5  | 4-3 |
| 4    | Suisse     | 3   | 4 | 1 | 1 | 2 | 13 | 23 | -10  |  | Suisse     |  |     |     |      | 2-2 |
| 5    | France     | 1   | 4 | 0 | 1 | 3 | 6  | 14 | -8   |  | France     |  |     |     |      |     |

#### Groupe B
| Rang | Équipe    | Pts | J | G | N | P | Bp | Bc | Diff |  | Résultats |  |     |     |     |      |
| ---- | --------- | --- | - | - | - | - | -- | -- | ---- |  | --------- |  | --- | --- | --- | ---- |
| 1    | Espagne   | 7   | 4 | 3 | 1 | 0 | 22 | 5  | +17  |  | Espagne   |  | 3-1 | 3-2 | 2-2 | 14-0 |
| 2    | Italie    | 6   | 4 | 3 | 0 | 1 | 11 | 5  | +6   |  | Italie    |  |     | 2-1 | 2-1 | 6-0  |
| 3    | Belgique  | 3   | 4 | 1 | 1 | 2 | 17 | 7  | +10  |  | Belgique  |  |     |     | 3-0 | 6-0  |
| 4    | Allemagne | 4   | 4 | 2 | 0 | 2 | 12 | 5  | +7   |  | Allemagne |  |     |     |     | 14-0 |
| 5    | Norvège   | 0   | 4 | 0 | 0 | 4 | 0  | 40 | -40  |  | Norvège   |  |     |     |     |      |

### Phase finale
| Rang | Équipe     | Pts | J | G | N | P | Bp | Bc | Diff |  | Résultats  |  |     |     |     |
| ---- | ---------- | --- | - | - | - | - | -- | -- | ---- |  | ---------- |  | --- | --- | --- |
| 1    | Portugal   | 6   | 3 | 3 | 0 | 0 | 11 | 5  | +6   |  | Portugal   |  | 5-2 | 4-2 | 2-1 |
| 2    | Espagne    | 4   | 3 | 2 | 0 | 1 | 10 | 9  | +1   |  | Espagne    |  |     | 2-1 | 6-3 |
| 3    | Italie     | 2   | 3 | 1 | 0 | 2 | 8  | 9  | -1   |  | Italie     |  |     |     | 5-3 |
| 4    | Angleterre | 0   | 3 | 0 | 0 | 3 | 7  | 13 | -6   |  | Angleterre |  |     |     |     |

### Matchs de classement
| Match       | Équipe 1 | Score | Équipe 2  |
| ----------- | -------- | ----- | --------- |
| Places 5-6  | Belgique | 5-2   | Pays-Bas  |
| Places 7-8  | Suisse   | 3-2   | Allemagne |
| Places 9-10 | France   | 5-1   | Norvège   |

## Classement
Au classement final, le Portugal devance l'Espagne et l'Italie qui complètent le podium de ces championnats d'Europe.
| Classement | Équipe     |
| ---------- | ---------- |
| 1          | Portugal   |
| 2          | Espagne    |
| 3          | Italie     |
| 4          | Angleterre |
| 5          | Belgique   |
| 6          | Pays-Bas   |
| 7          | Suisse     |
| 8          | Allemagne  |
| 9          | France     |
| 10         | Norvège    |